# Glomera salmonea
Glomera salmonea är en orkidéart som beskrevs av Johannes Jacobus Smith. Glomera salmonea ingår i släktet Glomera och familjen orkidéer. Inga underarter finns listade i Catalogue of Life.